# Hoét mày trắng
Turdus obscurus là một loài chim trong họ Turdidae.

## Gallery

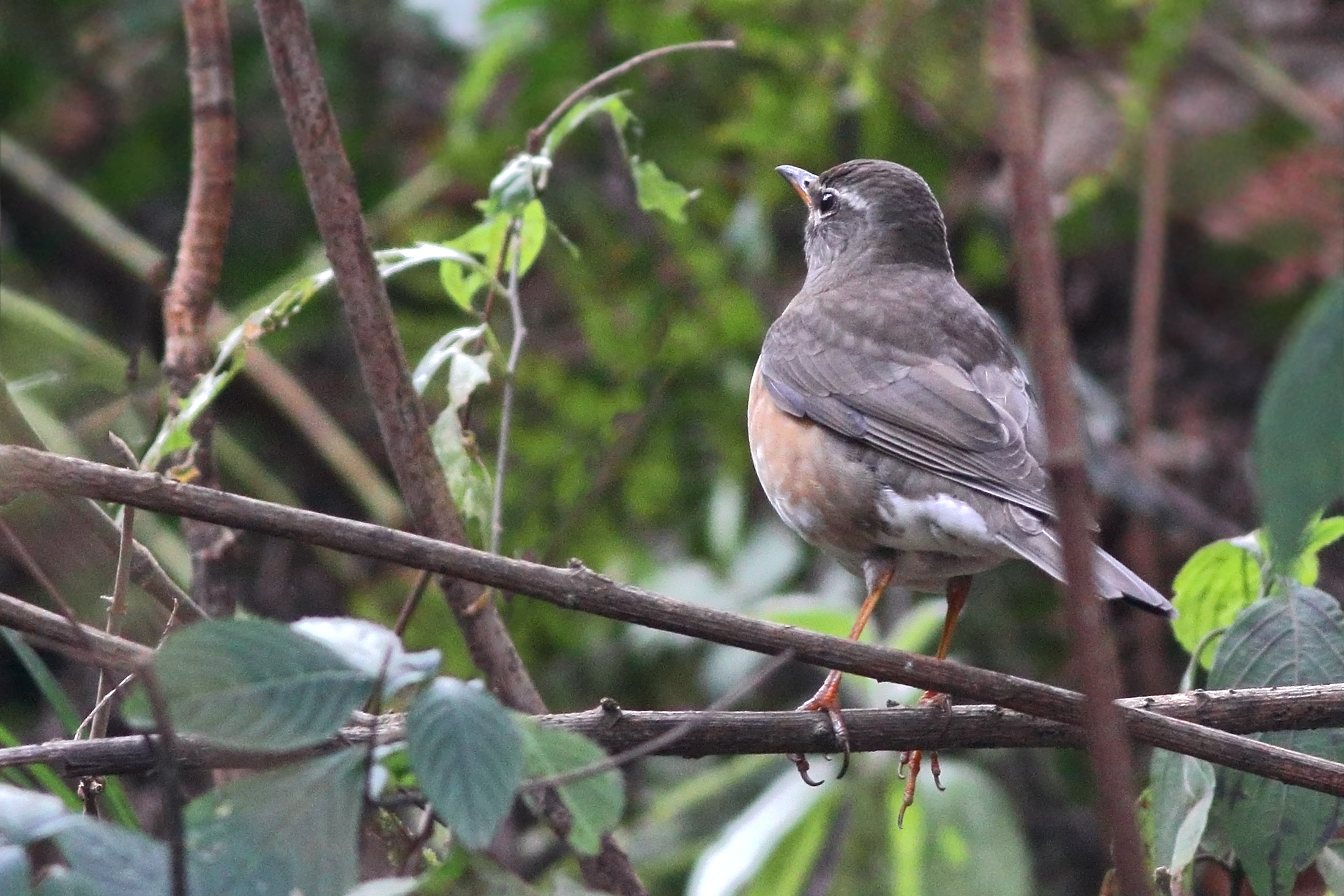
From Khonoma village in Nagaland, India.
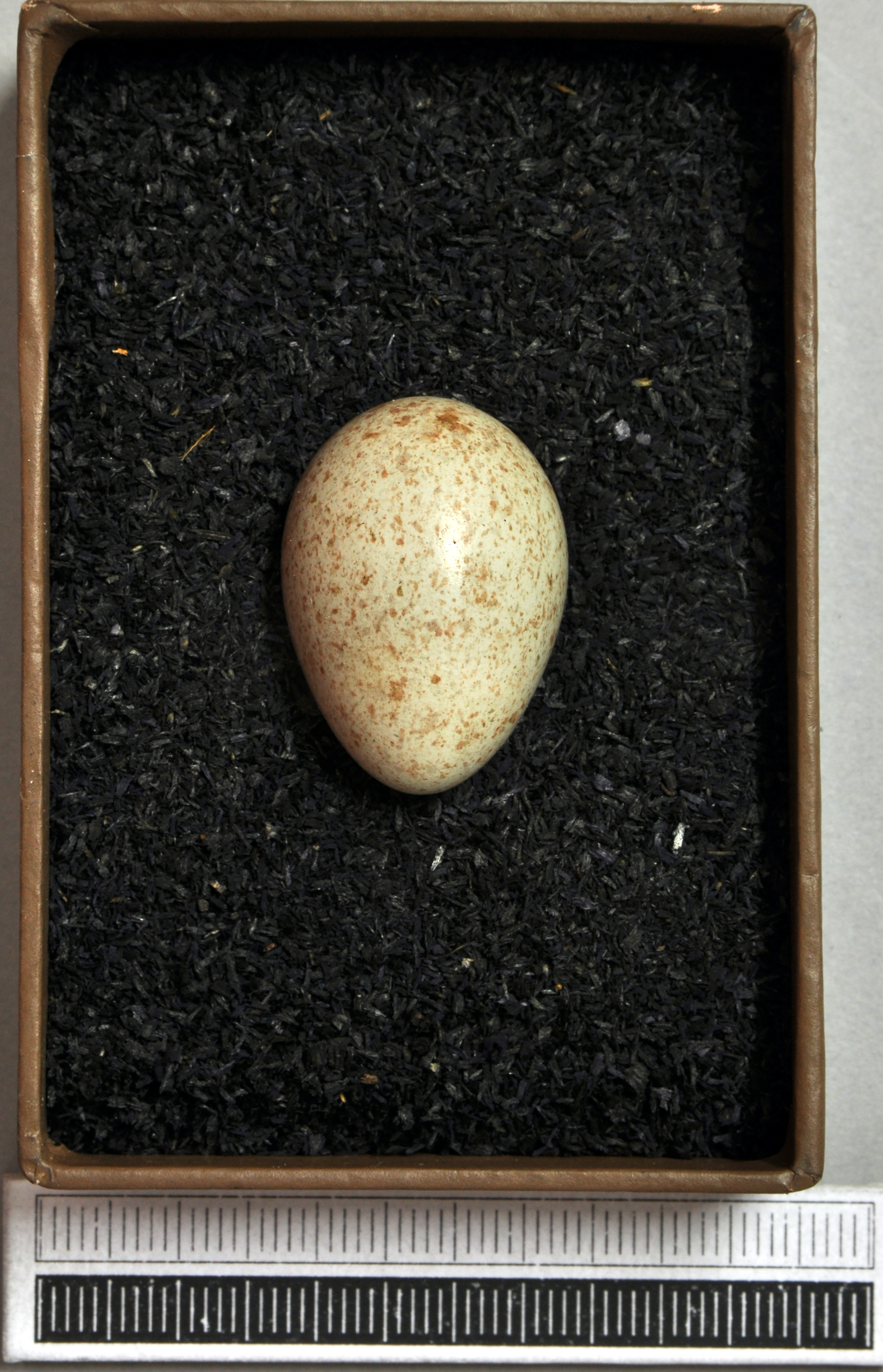
Egg, Collection Museum Wiesbaden